# Ouvrage de la Cloche
L'ouvrage de la Cloche est un ouvrage de la place forte de Toul, situé au nord-est et constitue un point d'appui principal du secteur. Il fait partie du centre de résistance de Bouvron.

## Description de l'ouvrage
C'est un ouvrage à profil triangulaire construit entre 1902 et 1906. Son plan est jumeau de celui de l'ouvrage du Mordant. Il comprend un casernement pour 1/2 compagnie d'infanterie et pour 68 artilleurs.
L'armement est constitué d'une tourelle de 75 et d'une casemate de Bourges non reliée au reste de l'ouvrage.

## État actuel
Dynamité par les américains en 1944, l'ouvrage est en mauvais état, les cuirassements sont absents. Il a été repris par un particulier qui en a dégagé les superstructures.